# Templo de Marte (Mérida)
El Templo de Marte, conocido popularmente como "El hornito", es un pórtico romano construido entre los años 54 y 68 a. C. que se encuentra en la ciudad de Mérida, más concretamente frente a la Basílica de Santa Eulalia.

## Historia
El templo fue construido a las afueras de la ciudad durante el siglo I, también hay que destacar el hornito que esconde el templo en su interior, este es un vestigio propio del siglo XIII que era usado por los peregrinos emeritenses, que pasaban la noche frente a la basílica.
Más tarde, el templo empezó a desgastarse, pero afortunadamente fue conservado por los miembros de la Basílica de Santa Eulalia, que fue la primera iglesia construida en Hispania tras la oficialización del cristianismo por el emperador Constantino. Actualmente, los restos del templo junto con la basílica forman parte del Conjunto Arqueológico de Mérida.

## Descripción
Muchas partes del edificio forman parte de una restauración llevada a cabo durante el siglo XVII, las ornamentaciones arquitectónicas junto con las suntuosa bolas herrerianas que culminan la decoración del templo son un ejemplo de esta reforma. Mientras, la inscripción en latín "MARTI SACRVM VERTTILLA PACVLI" y los relieves del dintel que nos relatan atributos guerreros, enseñanzas animales, cabezas de Medusa y palmetas son propios de la historia romana del templo.